# Financière Bernard
Die SA Financière Bernard mit Sitz in Ambès bei Bordeaux ist eine französische Unternehmensgruppe in Familienbesitz, die die Bereiche Spirituosenproduktion, Weinherstellung und Weinhandel umfasst.

## Hintergrund
Nach der Ausweitung ihrer Produktionsstätte in Ambes in den 1960er Jahren wurde sie zum Weltmarktführer für die Alterung von Weinbrand. Am Ende des Geschäftsjahres 2016 erreichte sie einen Umsatz von 96 Millionen €. Die Gruppe wird von Jean Bernard geleitet; das Gesellschaftskapital wird von etwa 380 Aktionären der weiteren Familie Bernard gehalten.
Die Gruppe Bernard besteht aus drei Aktivitätsfeldern, die aus der Weinhandelsbranche mit Millésima und ihren Filialen Sobovi und Wine&Co. besteht, der Produktion und Handel von Spirituosen mit Lucien Bernard und dessen Filialen Valdronne und Gedesa und schließlich die Weingüter, die vor allem durch die Domaine de Chevalier vertreten werden.

### Millésima

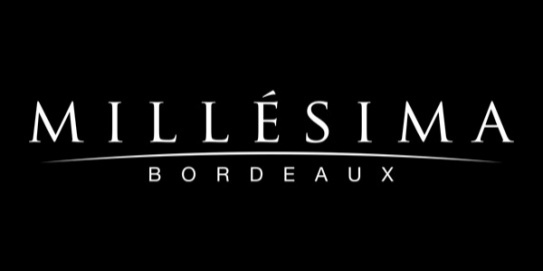
Logo Millésima

Millésima S.A. ist europaweit eines der führenden Weinhandelshäuser, das sich auf den Versandhandel großer Weine aus Frankreich und Italien spezialisiert hat. Millésima beliefert weltweit 80.000 Privatkunden. Das Unternehmen ist in 11 europäischen Ländern vertreten und wurde 2010 durch Millésima Hong Kong und Millésima USA mit Sitz in New York erweitert.
Das Unternehmen wurde 1983 von Patrick Bernard in Bordeaux unter dem Namen „Les Vins des Grands Vignobles“ gegründet". Anfangs konzentrierte sich das Weinhandelsunternehmen auf den Export und die Belieferung von Fachhandel und Gastronomie. Dies änderte sich 1988 mit der Belieferung französischer Privatkunden. 1992 wurde der deutsche Markt eröffnet und im Laufe der folgenden Jahre kamen weitere europäische Länder (Österreich, Schweiz, Belgien, Luxemburg, Vereinigtes Königreich, Irland, Italien, Spanien und Portugal) hinzu. Der Name Millésima entstand 1997 mit der Einführung der Internetseite, die es mittlerweile in sechs verschiedenen Sprachen für dreizehn Länder gibt. Das internationale Verkaufsteam wurde vom önologischen Institut von Bordeaux diplomiert.
Millésima ist heute einer der führenden europäischen Onlinevertriebe für Weine mit einem Jahresumsatz von 32 Millionen Euro. Der Hauptsitz der Firma ist in Bordeaux, wo sich auch die großflächigen Weinkeller befinden. Dort lagern 2,5 Millionen Weinflaschen verschiedener Größen, Jahrgänge und Herkunftsgebiete. Neben einer Weinboutique in den Weinkellern von Millésima in Bordeaux wurde jeweils eine weitere Boutique in St. Tropez und in Manhattan eröffnet. Neben der Boutique in Bordeaux besitzt Millesima ebenso eine Weinschule in den Weinkellern, die Millésima den Zutritt in den Eventbereich eröffnet hat. Sie wird für Themenverkostungen und Galadinners, sowie für Produktpräsentationen und Firmenkongresse genutzt. In den hundertjährigen Weinkellern an der Garonne lagern 2,5 Millionen Weinflaschen verschiedener Größen von der halben Flasche (0,375 l) über die Flaschen (0,75 l) bis zur Magnumflasche (1,5 l). In der sogenannten Bibliothek Imperiale, einem abgetrennten Raum, befindet sich das weltweit größte Großflaschenlager. Die Weine werden ausschließlich vom Produzenten bezogen und lagern in den original Holzkisten der Weingüter.

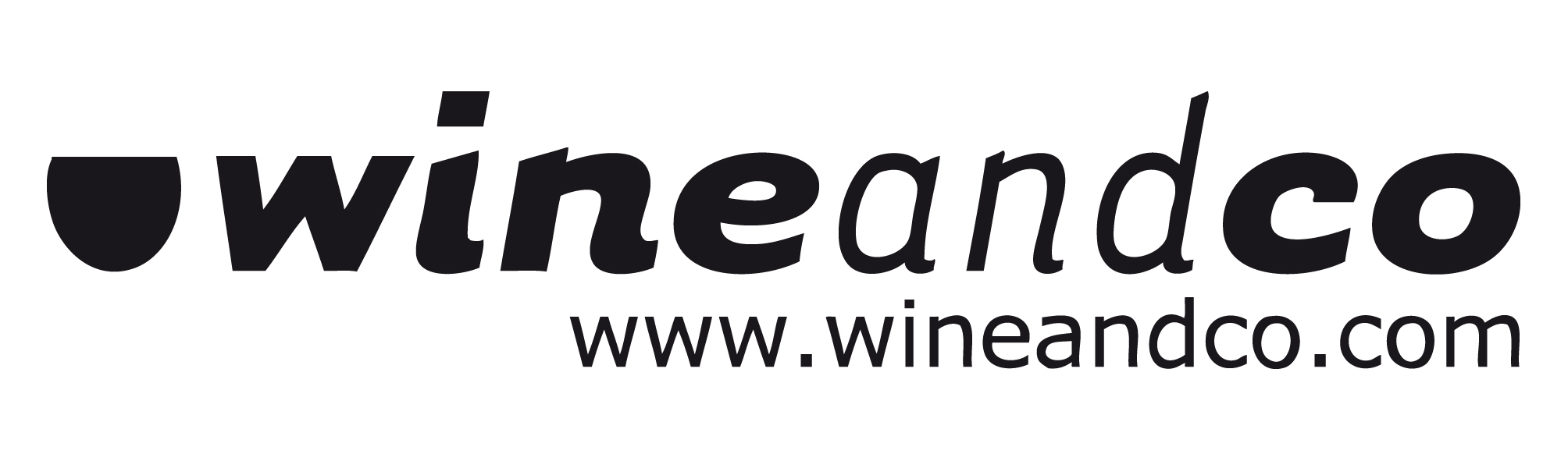
Logo Wine&Co

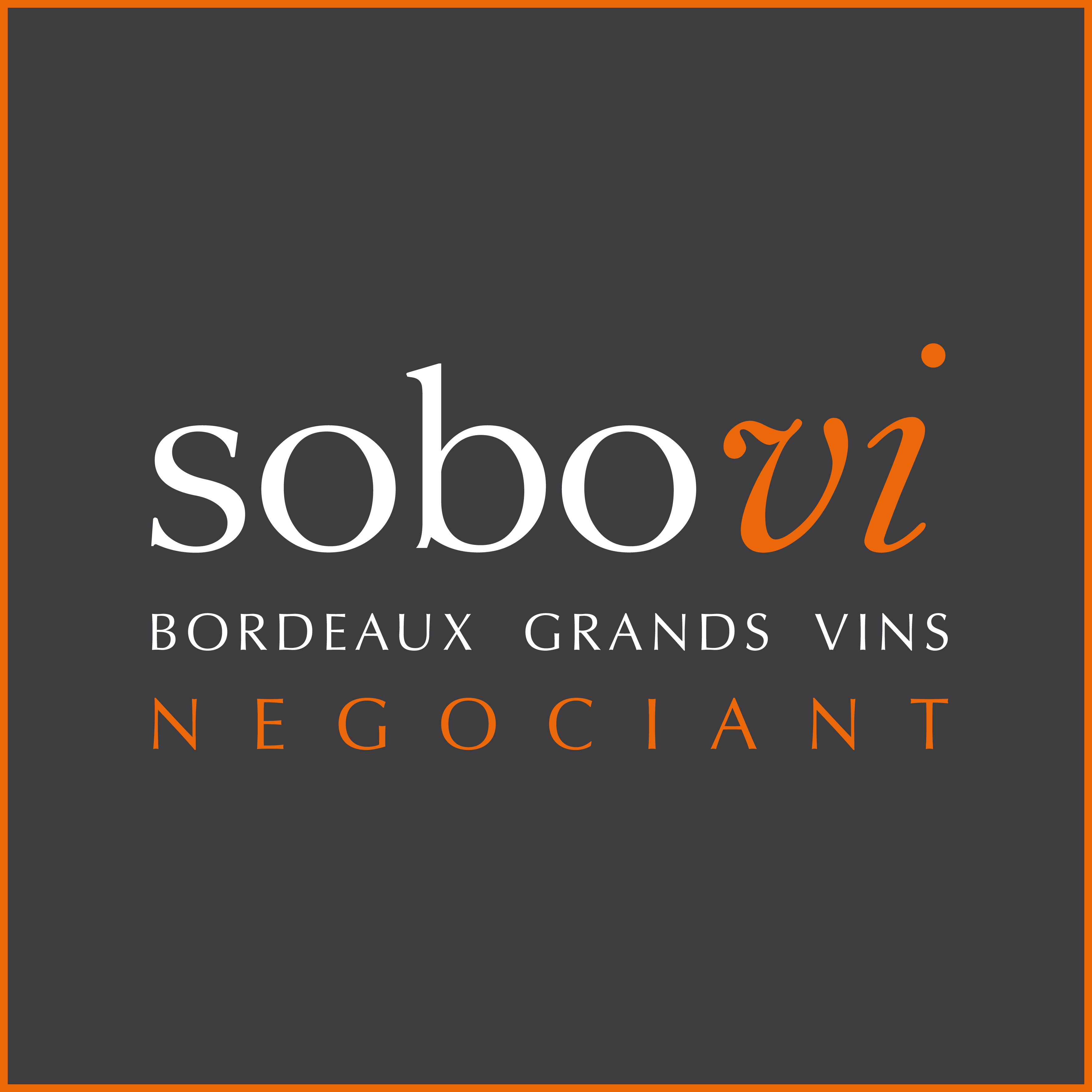
Logo Sobovi

Neben Millésima besteht der Zweig des Weinhandels aus zwei Tochtergesellschaften. Sobovi und Wine and Co. Sobovi wurde 1988 gegründet. Sein Handelsgeschäft beliefert ausschließlich High-End-Restaurants, Hotels, Bars, Weinläden in Frankreich. Sobovi hat auch ein Handelsgeschäft für den Export entwickelt. Es wird von Christophe Bernard geleitet. Wine & Co ist ein Joint Venture zwischen Millésima und Moët Hennessy. Es ist ein reiner Internet-Händler mit einer Auswahl an Weinen auf einer Retail-Site online. Wine & Co wird von Bernard Le Marois geleitet. Millésima besitzt auch ein Cru Bourgeois in Pauillac Château La Fleur Peyrabon und Château Peyrabon im Haut-Médoc. Patrick Bernard ist der Manager.

### Lucien Bernard & Cie

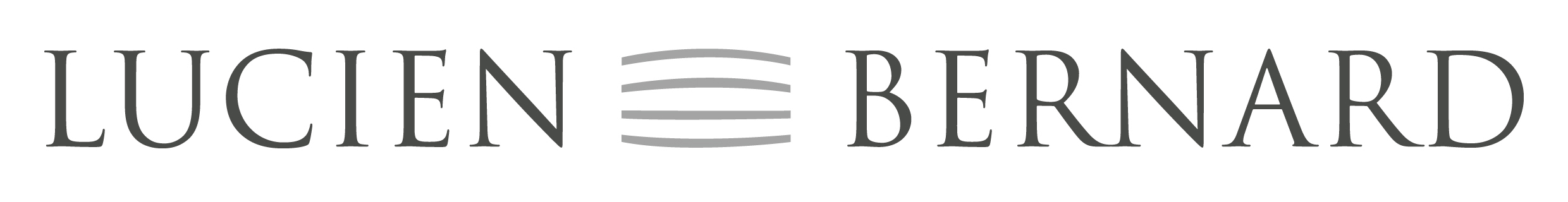
Logo Lucien Bernard

Lucien Bernard & Cie ist der Kopf des Spirituosensektors der Gruppe. Seine Brennerei wurde im Jahre 1928 in Bordeaux gegründet und ist der Ursprung der Familiengruppe. Heute ist Lucien Bernard der europäische Marktführer in der Produktion und im Handel mit Brandy. Seit 1998 besitzt das Unternehmen eine Brennerei in la Mancha, die spanische Gesellschaft Gedesa.

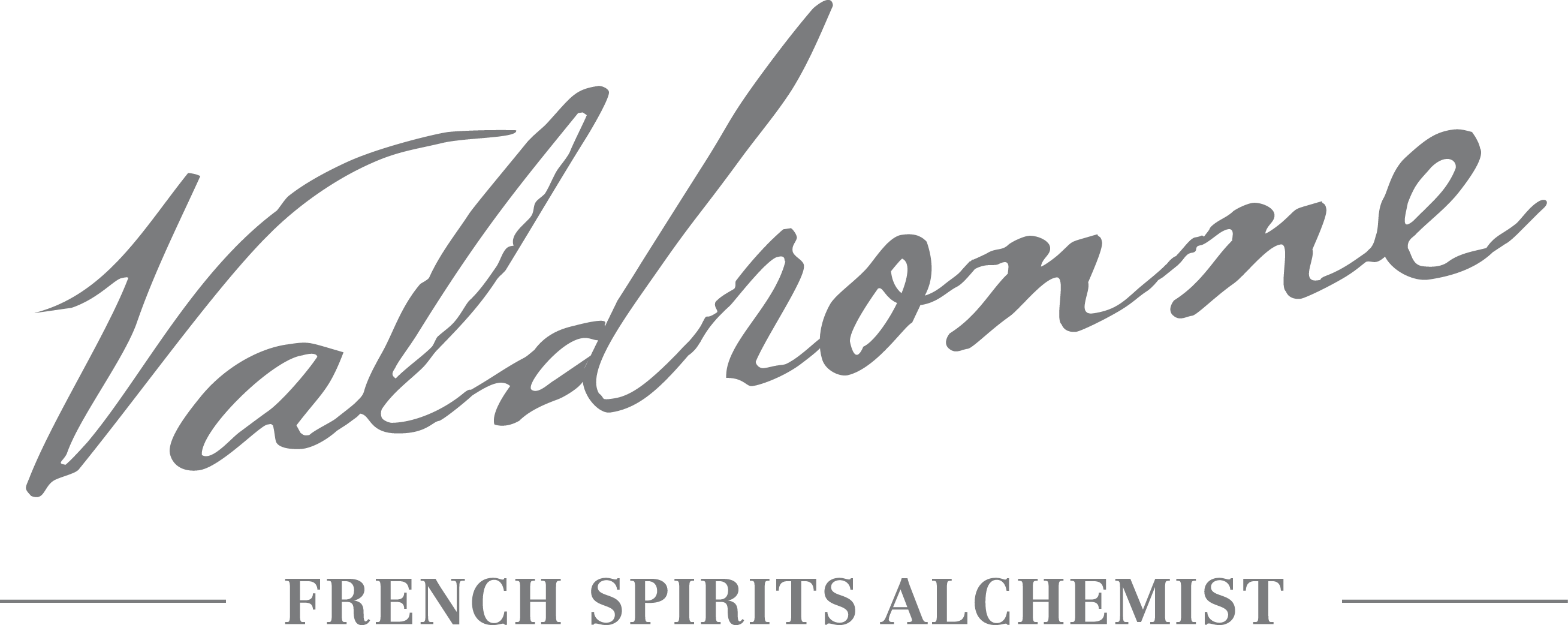
Logo Valdronne

Lucien Bernard kaufte das Unternehmen Valdronne 2007, das spezialisiert ist auf die Entwicklung von Spirituosen, Likören und Cocktails. Valdronne erstellt Spirituosenmarken Eymeric Bernard leitet die Firma.

### Domaine de Chevalier
Die Gruppe besitzt auch die Domaine de Chevalier, ein Grand Cru Weingut in Pessac-Léognan, Bordeaux, das die Marken Clos des Lunes und Domaine de la Solitude beinhaltet. Diese Anwesen sind unter der Leitung von Olivier Bernard, der seit 2013 auch Präsident der Union des Grands Crus de Bordeaux ist.